# GUNDAM創戰者TRY
《高達創戰者TRY》（日語：ガンダムビルドファイターズトライ）為2014年10月8日至2015年4月1日於東京電視台播放的日本電視動畫。
本作品以《高達創戰者》故事的七年後為故事舞台。
在第七屆世界錦標賽結束的七年之後。高達模型對戰的規則被革新，亦令其對戰更受歡迎。雖然「伊織誠」和「嶺司」得到第7回高達模型對戰世界大賽的冠軍，也令學校聖鳳學園沾光不少。不過，其「高達模型對戰部」就只剩下部長——國中部3年級學生「星野文奈」一人。在新比賽規則底下，如果要參加比賽必須以3人1組的參與戰鬥。而聖鳳學園高達模型對戰部卻因為人數不足的情況下難以出場。
在偶然的之間，出現了一名轉校生，就是跟隨師傅修行多年「次元霸王流拳法」的「神木世界」。而在歷經一番波折之後，被稱為天才高達模型製作家的「高阪祐馬」也加入。終於，星野文奈、神木世界、高坂祐馬三人組成了「Team·Try·fighters」（チーム‧トライ‧ファイターズ）能夠在高達模型對戰大賽中登場，向全國大賽展開挑戰。

## 登場人物
神木世界（Kamiki Sekai）
配音：冨樫和美；錢欣郁（台灣）；胡家豪（香港）
與第一季的嶺司樣貌非常相似，認識嶺司的人第一眼都以為是嶺司，但與嶺司的實力有很大差距，所以經常被網友吐糟。
轉校入讀聖鳳學園中等部2年級B班的少年，次元霸王流拳法的高手。
其親姐姐為神木未來。
高阪祐馬（Kousaka Yuuma）
配音：内田雄馬、廣橋涼（年幼時）；蔣鐵城（台灣）；曹啟謙、吳羨婷（年幼時）（香港）
就讀聖鳳學園中等部2年級B班。在模型製作大會中獲得大獎的年輕天才製作人。
其親姐姐為第一季的女主角高阪智奈。
星野文奈（Hoshino Fumina）
配音：牧野由依；陳貞伃（台灣）；黃淑芬（香港）
就讀聖鳳學園中等部3年級。友馬的青梅竹馬。深愛著鋼彈和鋼彈模型的少女。

## 主題曲
片頭曲
（Cerulean）（第02－13話）
作詞、作曲、編曲、主唱：BACK-ON
第1話作為片尾曲使用；第24話作為插曲使用。
「Just Fly Away」（第14－25話）
作詞：BOUNCEBACK，作曲、編曲：大西克巳，主唱：EDGE of LIFE
「無窮無盡」（第02－13話）香港粵語版
作詞：天旋，作曲：BACK-ON，編曲：黃浩智，主唱：陳國峰，監製：韋景雲
片尾曲
（Amazing The World）（第02－13話）
作詞：勇-YOU-，作曲、編曲：太田雅友，主唱：SCREEN mode
第1話未使用。
（第14－25話）
作詞：畑亞貴，作曲、編曲：高田曉，主唱：StylipS
特別編主題曲「The Last One」
作詞：TEEDA，作曲：KENJIO3，編曲、主唱：BACK-ON
特別編結尾曲「Roots of Happiness」
作詞：cAnOn、Elizabeth Elias，作曲、編曲：林友樹，主唱：Elizabeth Elias

## 登場原創模型
BG-011B 製作燃燒鋼彈（Build Burning Gundam）
神木世界所使用的鋼彈模型。是伊織誠由其作品星際燃燒鋼彈再加以改造，並以「德姆」的外觀當作偽裝、放置於第7次世界大會冠軍獎杯的底座之中。
LGZ-91 電光鋼彈（Lightning Gundam）
高坂祐馬根據機動戰士GUNDAM 逆襲的夏亞中登場的「靈格斯」為基礎，而制作出的鋼彈模型。背部武器系統經過獨自改造而進化。善于長距離射擊。
RGM-237C 重裝高出力型吉姆（Powerd GM Cardigan）
根據機動戰士GUNDAM 0083：Stardust Memory中登場的「吉姆強化型」為基礎，特點是按照外傳「雷霆戰記」機械臂背包設計，大幅加强武装及防禦力。
SD-237 致勝鋼彈（Winning Gundam）
星野文奈從阪井湊與神木世海，以荒鬼頑馱無及號斗丸對戰後得到啟發，全新制作的原創SD鋼彈模型，以用于參加全日本錦標賽初中部組別。

## 各話列表
| 話數      | 日文標題  | 中國標題             | 香港標題           | 台灣標題           | 劇本      | 分鏡            | 演出              | 作畫監督          | 機械作畫監督          |
| 第2季 TRY | 第2季 TRY | 第2季 TRY            | 第2季 TRY          | 第2季 TRY          | 第2季 TRY | 第2季 TRY       | 第2季 TRY         | 第2季 TRY         | 第2季 TRY             |
| --------- | --------- | -------------------- | ------------------ | ------------------ | --------- | --------------- | ----------------- | ----------------- | --------------------- |
| 1         |           | 呼喚風的少年         | 呼風的少年         | 呼喚風的少年       | 黑田洋介  | 綿田慎也 寺岡巖 | 綿田慎也          | 大貫健一          | 有澤寬                |
| 2         |           | Try Fighters成立     | 集結，Try Fighters | TRY鬥士隊成立      | 黑田洋介  | 長崎健司        | 角田一樹          | 千葉道德          | 久壽米木信彌          |
| 3         |           | 她叫強子             | 她的名字叫強子     | 她叫妹             | 黑田洋介  | 大塚健          | 南康宏            | 池田佳代          | 大塚健                |
| 4         |           | G繆斯                | G-Muse             | G繆斯              | 黑田洋介  | 古田丈司        | 大久保朋          | 新保卓郎          | 牟田口裕基            |
| 5         |           | 將嚮往的挑戰放在心中 | 懷抱憧憬與挑戰     | 懷抱憧憬與挑戰     | 黑田洋介  | 西澤晋          | 京極尚彦          | 大籠之仁          | 大張正己              |
| 6         |           | 戰場的統治者         | 戰場的支配者       | 戰場的統治者       | 黑田洋介  | 光枝愛治        | 上田茂            | 赤井方尚          | 阿部宗孝              |
| 7         |           | 素組的西門           | 素組的西門         | 素組的西門         | 黑田洋介  | 井内秀治        | 南康宏            | 千葉道徳          | 有澤寛                |
| 8         |           | 向這盾牌起誓         | 向這盾牌發誓       | 向這面盾牌起誓     | 黑田洋介  | 寺岡巌 西澤晋   | 池野昭二          | 池田佳代 森下博光 | 久壽米木信彌          |
| 9         |           | 所羅門的決戰         | 決戰所羅門         | 所羅門的決戰       | 黑田洋介  | 大塚健          | 綿田慎也          | 大貫健一          | 大塚健                |
| 10        |           | 收藏                 | 高達模型收藏展         | 鋼彈模型收藏秀         | 黑田洋介  | 江上潔 酒井和男 | 大久保朋          | 新保卓郎          | 阿部宗孝              |
| 11        |           | 尼爾森實驗室         | 尼爾森實驗室       | 尼爾森實驗室       | 黑田洋介  | 井内秀治        | 南川達馬          | 大籠之仁          | 大張正己              |
| 12        |           | 為了向未來翱翔       | 為了展翅飛向未來   | 為了向未來振翅高飛 | 黑田洋介  | 西澤晉          | 上田茂            | 赤井方尚          | 牟田口裕基            |
| 13        |           | 拳頭的另一邊         | 拳頭的另一邊       | 揮拳見真章         | 黑田洋介  | 古田丈司        | 南康宏            | 千葉道徳          | 有澤寛                |
| 14        |           | 勁敵們               | 一眾勁敵           | 勁敵們             | 黑田洋介  | 井内秀治        | 池野昭二          | 池田佳代          | 大塚健                |
| 15        |           | 新生Try Fighters     | 新生Try Fighters   | 新生TRY鬥士隊      | 黑田洋介  | 遠藤広隆 寺岡巌 | 大久保朋          | 新保卓郎          | 阿部慎吾              |
| 16        |           | 華麗的               | 華麗的             | 華麗的             | 黑田洋介  | 西澤晋 大張正己 | 菱田正和          | 大貫健一          | 大張正己 久壽米木信弥 |
| 17        |           | 幽靈城的陷阱         | 幽靈城的陷阱       | 幽靈城的陷阱       | 黑田洋介  | 江上潔 古田丈司 | 上田茂            | 赤井方尚          | 阿部宗孝              |
| 18        |           | 史耐霸 龍 吉拉       | 重擊霸‧龍‧基拿     | 狙擊龍殺手         | 黑田洋介  | 江上潔 井内秀治 | 塚田拓郎          | 千葉道徳          | 牟田口裕基            |
| 19        |           | 命運中的重逢         | 命運中的重逢       | 命中注定的重逢     | 黑田洋介  | 紅優 薮木凛     | 池野昭二          | 池田佳代          | 有澤寛                |
| 20        |           | 不屈不饒的心         | 不屈不撓的心       | 不屈不撓的心       | 黑田洋介  | 藤田陽一        | 大久保朋          | 新保卓郎          | 阿部慎吾              |
| 21        |           | 蒼藍之翼             | 蒼藍之翼           | 蒼藍之翼           | 黑田洋介  | 江上潔 西澤晋   | 上田茂            | 大貫健一 牧孝雄   | 久壽米木信弥 阿部宗孝 |
| 22        |           | 隨心所欲             | 隨心所欲           | 隨心所欲           | 黑田洋介  | 井内秀治        | 塚田拓郎 大久保朋 | 赤井方尚          | 大張正己              |
| 23        |           | 創戰者               | 創戰者             | 創者               | 黑田洋介  | 加瀬充子 江上潔 | 池野昭二          | 千葉道徳 石野聡   | 牟田口裕基            |
| 24        |           | 最終爆轟             | 最終激發           | 最後爆發           | 黑田洋介  | 綿田慎也 寺岡巌 | 南康宏            | 池田佳代          | 有澤寛                |
| 25        |           | 我們的模型           | 我們的模型         | 我們的模型         | 黑田洋介  | 井内秀治        | 綿田慎也          | 大貫健一 新保卓郎 | 阿部慎吾              |

### 特別編
| 話數   | 日文標題 | 中文標題 | 劇本     | 分鏡     | 演出              | 作畫監督                   | 機械作畫監督            | 播放日期       |
| ------ | -------- | -------- | -------- | -------- | ----------------- | -------------------------- | ----------------------- | -------------- |
| 不適用 |          | 島上熱戰 | 黑田洋介 | 綿田慎也 | 綿田慎也 池野昭二 | 大貫健一 大籠之仁 森下博光 | 久壽米木信弥 宇田早輝子 | 2016年 8月21日 |

## 播放電視台
| 播放地區       | 播放電視台   | 播放日期                     | 播放時間（UTC+9）         | 所屬聯播網 | 備註                                                                                                   |
| -------------- | ------------ | ---------------------------- | ------------------------- | ---------- | --- |
| 關東廣域圈     | 東京電視台   | 2014年10月8日－2015年4月1日  | 星期三 18時00分－18時30分 | 東京電視網 | 局 |
| 北海道         | TV北海道     | 2014年10月8日－2015年4月1日  | 星期三 18時00分－18時30分 | 東京電視網 | 同時局                                                                                                 |
| 愛知縣         | 愛知電視台   | 2014年10月8日－2015年4月1日  | 星期三 18時00分－18時30分 | 東京電視網 | 同時局                                                                                                 |
| 大阪府         | 大阪電視台   | 2014年10月8日－2015年4月1日  | 星期三 18時00分－18時30分 | 東京電視網 | 同時局                                                                                                 |
| 岡山縣、香川縣 | 瀨戶內電視台 | 2014年10月8日－2015年4月1日  | 星期三 18時00分－18時30分 | 東京電視網 | 同時局                                                                                                 |
| 福岡縣         | TVQ九州放送  | 2014年10月8日－2015年4月1日  | 星期三 18時00分－18時30分 | 東京電視網 | 同時局                                                                                                 |
| 日本全國       | AT-X         | 2014年10月9日－2015年4月2日  | 星期四 21時00分－21時30分 | 衛星電視   | 有重播                                                                                                 |
| 日本全國       | BS11         | 2014年10月12日－2015年4月5日 | 星期日 19時00分－19時30分 | 衛星電視   | ANIME+節目                                                                                             |
| 香港           | 翡翠台       | 2015年3月16日－8月31日       | 星期一 17時20分－17時50分 | 地面電視   | UTC+8 有字幕 粵語及日語雙語廣播 第2-13話有粵語片頭曲，以「駁聲不駁片」形式播放 有預告 myTV提供14天重溫 |
| 台灣           | 東森幼幼台   | 2015年5月6日－10月21日       | 星期五 17時00分－17時30分 | 有線電視   | UTC+8 繁體中文字幕 中文配音播出                                                                        |

| 東京電視台 星期三 18:00－18:30 節目 | 東京電視台 星期三 18:00－18:30 節目                   | 東京電視台 星期三 18:00－18:30 節目 |
| ----------------------------------- | ----------------------------------------------------- | ----------------------------------- |
|                                     | GUNDAM創戰者TRY 第2季 （2014年10月8日－2015年4月1日） |                                     |
| 靈裝戰士                            | 銀魂°                                                 |                                     |

| 翡翠台 星期一 17:20－17:50 節目 5月25日 17:20－17:55                                            | 翡翠台 星期一 17:20－17:50 節目 5月25日 17:20－17:55 | 翡翠台 星期一 17:20－17:50 節目 5月25日 17:20－17:55 |
| ----------------------------------------------------------------------------------------------- | ---------------------------------------------------- | ---------------------------------------------------- |
|                                                                                                 | 高達創戰者TRY （2015年3月16日－8月31日）             |                                                      |
| 大食懶加菲貓 第2輯，第105－156話                                                                | 忍者小靈精 印度版                                    |                                                      |
| 翡翠台 星期一至六 06:00－06:30 節目 3月20日起 星期日 07:30－08:00 8月7日、8月14日、8月21日 停播 |                                                      |                                                      |
| 高達創戰者 重播                                                                                 | 高達創戰者TRY 重播 （2016年5月29日－12月4日）        | 光影流情 重播                                        |

| 東森幼幼台 星期三 16:00－16:30 節目 | 東森幼幼台 星期三 16:00－16:30 節目            | 東森幼幼台 星期三 16:00－16:30 節目 |
| ----------------------------------- | ---------------------------------------------- | ----------------------------------- |
|                                     | 鋼彈創鬥者TRY 第2季 （2015年5月6日－10月21日） |                                     |
| 粉紅豬小妹 重播（星期一至五）       | 變形金剛：領袖的挑戰 （星期一至五）            |                                     |

## 外部連結
- 官網
  - （日語）鋼彈創鬥者TRY第二季 公式官網（页面存档备份，存于）
  - （日語）鋼彈創鬥者TRY第二季 東京電視台官網（页面存档备份，存于）
  - （日語）鋼彈創鬥者TRY第二季 AT-X電視台日文介紹官網（页面存档备份，存于）
  - （日語）鋼彈創鬥者TRY第二季 BS11電視台日文介紹官網（页面存档备份，存于）
  - （繁體中文）鋼彈創鬥者TRY 官網 （页面存档备份，存于）在 
  - （繁體中文）高達創戰者TRY 官網 （页面存档备份，存于）在 
  - （简体中文）敢达创战者TRY 官网 （页面存档备份，存于）在 
  - （繁體中文）高達創戰者TRY TVB官方網站（页面存档备份，存于）
- 動畫直播
  - （日語）鋼彈創鬥者TRY第二季 萬代b-ch頻道網路專題（页面存档备份，存于）
  - （日語）鋼彈創鬥者TRY第二季 GYAO!網路專題
  - （简体中文）鋼彈創鬥者TRY第二季 爱奇艺中文播放专区（页面存档备份，存于）
  - （简体中文）敢达创战者TRY第二季 優酷網中文播放专区（页面存档备份，存于）
  - （简体中文）敢达创战者TRY第二季 土豆網中文播放专区（页面存档备份，存于）
- サンライズ公式Web （页面存档备份，存于） - ガンダムビルドファイターズトライ
- ガンダムビルドファイターズシリーズ総合トップ （页面存档备份，存于）
  - ガンダムビルドファイターズトライ （页面存档备份，存于）
  - ガンダムビルドファイターズトライ アイランド・ウォーズ （页面存档备份，存于）
- テレビ東京・あにてれ ガンダムビルドファイターズトライ （页面存档备份，存于）
- テレビ東京・あにてれ ガンダムビルドファイターズトライ夏休み特別編〜君もビルドファイターだ！〜 （页面存档备份，存于）
- ガンダムビルドファイターズシリーズ的X（前Twitter）